# Nadine Schmidt
Nadine Schmidt (* 8. November 1976 in Kirchen (Sieg), Rheinland-Pfalz) ist ein deutsches Fotomodel und war Schönheitskönigin.

## Leben
Am 10. Dezember 1996 wurde sie als Miss Rheinland-Pfalz von der damaligen Miss Germany Association (MGA) zur Miss Germany 1997 gekürt und gewann Ende 1997 die Wahl zur Miss Baltic Sea 1998 in Helsinki. Zu dieser Zeit lebte sie in Betzdorf, Landkreis Altenkirchen (Rheinland-Pfalz) und beendete, trotz der Titelgewinne, ihre Ausbildung in einer örtlichen Arztpraxis zur medizinischen Assistentin.
Nach drei Monaten ihrer Amtszeit nahm sie Willi Weber für zehn Jahre unter Vertrag und managte sie. Unter anderem hatte sie ihre eigene Schmuckkollektion (Label: „Design Nadine“) mit einem Schmuck-Atelier in der Goldstadt Pforzheim; dort wurden ihre Ideen in Gold und Silber umgesetzt. Die Schmuckkollektion konnte man in Katalogen wie Otto, Quelle, Neckermann und in einigen nationalen und internationalen Kaufhäusern beziehen. Unter anderem modelte sie für Cerruti (Paris), S.Oliver (London) und Marc Cain (Zürich) sowie für den Castrol Millennium-Kalender 2000, Girls and Cars. Luca Monte lichtete sie in Mailand ab. Der Playboy startete mehrere Versuche, Schmidt vor die Kamera zu bekommen, doch bis heute erfolglos.
Auf die Teilnahme an größeren internationalen Wettbewerben verzichtet sie und überließ sie ihrer Vize-Miss Sandra Suppa (Miss Intercontinental, Miss Globe) sowie Agathe Neuner (Miss Universe), die Platz 4 erreicht hatte. Ihren Vertrag mit Willi Weber beendete sie nach fünf Jahren. Durch ihre Verbindungen, die sie im Laufe der letzten Jahre, vor allem in der Formel 1, geknüpft hatte, arbeitet sie nach wie vor erfolgreich als Model.
In der Serie Unter uns spielte sie eine Miss Germany.